# Colibrí llancer frontblau
El colibrí llancer frontblau (Doryfera johannae) és una espècie d'ocell de la família dels troquílids (Trochilidae) que habita l'Amazònia septentrional.

## Taxonomia
S'han descrit dues subespècies:
- D. j. johannae (Bourcier, 1847), del sud-est de Colòmbia, est de l'Equador i nord-est del Perú
- D. j. guianensis (Boucard, 1893). Del sud de Veneçuela i de Guyana i nord del Brasil.